# Scutul sublabial

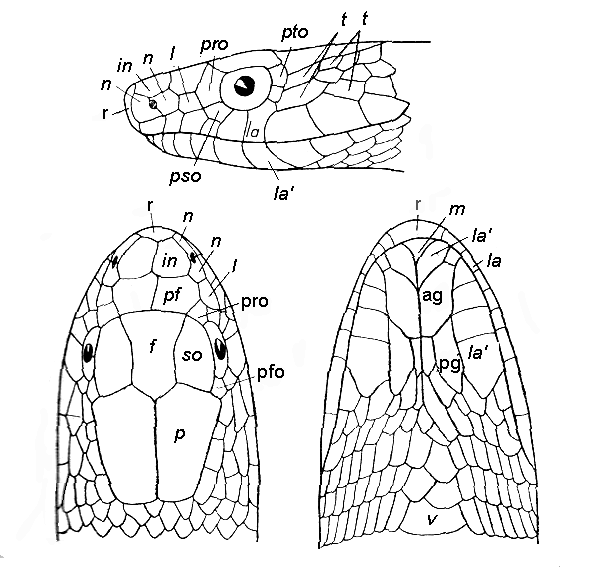
Terminologia scuturilor capului la șarpele Coluber ventromaculatus (după Malcolm A. Smith, 1943). Sus – aspect lateral, jos, în stânga – aspect dorsal, jos, în dreapta - aspect ventral
ag – Inframaxilar anterior,
f – Frontal,
in – Internazal,
l – Loreal,
la – Supralabial,
la' – Sublabial,
m – Mental,
n – Nazal,
p – Parietal,
pf – Prefrontal,
pg – Inframaxilar posterior,
pro – Preocular,
pso – Subocular,
pto – Postocular,
r – Rostral,
so – Supraocular,
t – Temporal,
v – Primul ventral

Scuturile sublabiale sau sublabiale (Scuta sublabialia), numite și scuturi labiale inferioare sau scuturi infralabiale sunt un șir de solzi la șerpi situați simetric pe fața ventrală a capului și mărginesc dedesubt buzele inferioare de la scutul mental până la comisura labială. Primele sublabiale sunt în general în contact îndărătul scutului mental și ele nu trebuie confundate cu o pereche de scuturi inframaxilare. Uneori primele sublabiale sunt separate de scutul mental.
Numărul sublabialelor în contact cu scuturile inframaxilare anterioare este un element important în determinarea șerpilor.  Scuturile sublabiale sunt numărate începând de la scutul mental. Se precizează între paranteze numărul sublabialelor care sunt în contact cu scutul inframaxilar anterior. Formulă de tipul: 9 (3) arată că sunt 9 sublabiale din care primele trei sunt în contact cu scutul inframaxilar anterior.